# Agnes Strange
Gli Agnes Strange erano un trio di hard rock / boogie rock originario del Regno Unito, attivo durante gli anni 70.

## Storia del gruppo
Formatisi nel 1972 a Southampton, nello Hampshire, in Gran Bretagna. Nel 1974 vengono gestiti dalla Dick James Organization e si trasferiscono a Londra. Vengono scritturati dalla Pye Records che li assegna però alla nuova etichetta BirdsNest, che era nata da una convenzione con una catena di pub aventi lo stesso nome dell'etichetta e i cui dischi erano venduti solo nei pub della stessa catena, di proprietà della fabbrica di birra Watney. Il loro album Strange Flavour viene prodotto da Dave Travis che contribuisce anche ad un paio di brani. Registrarono anche un altro album che però sarà pubblicato solo negli anni novanta.
L'album Strange Flavour è stato ristampato nel 1976 dalla RCA tedesca (con un brano in meno) e nuovamente nel 1996 dalla Green Tree Records su CD (con tre inediti). Nuovamente ripubblicato dalla Rev-Ola Records nel 2007.
L'album intitolato Theme for a Dream o Dust in the Sunlight, la cui prima data di pubblicazione è incerta (le fonti sono discordanti), contiene materiale presumibilmente registrato tra il 1972 e il 1974, consistente in produzione inedita e demo.

## Formazione
- John Westwood (chitarra, voce)
- Alan Green (basso, voce)
- Dave Rodwell (batteria, voce)

## Discografia

### Album
- 1975 – Strange Flavour (BirdsNest / RCA / Green Tree Records / Rev-Ola Records)
- 2000 – Dust in the Sunlight (Rock-Fever Music) registrazioni del 1972-74

### Singoli
- 1975 – Give Yourself a Chance / Clever Fool (BirdsNest)
- 1977 – Can't Make Up My Mind / Johnny B. Goode (Baal Records)